# 伽倪墨得斯

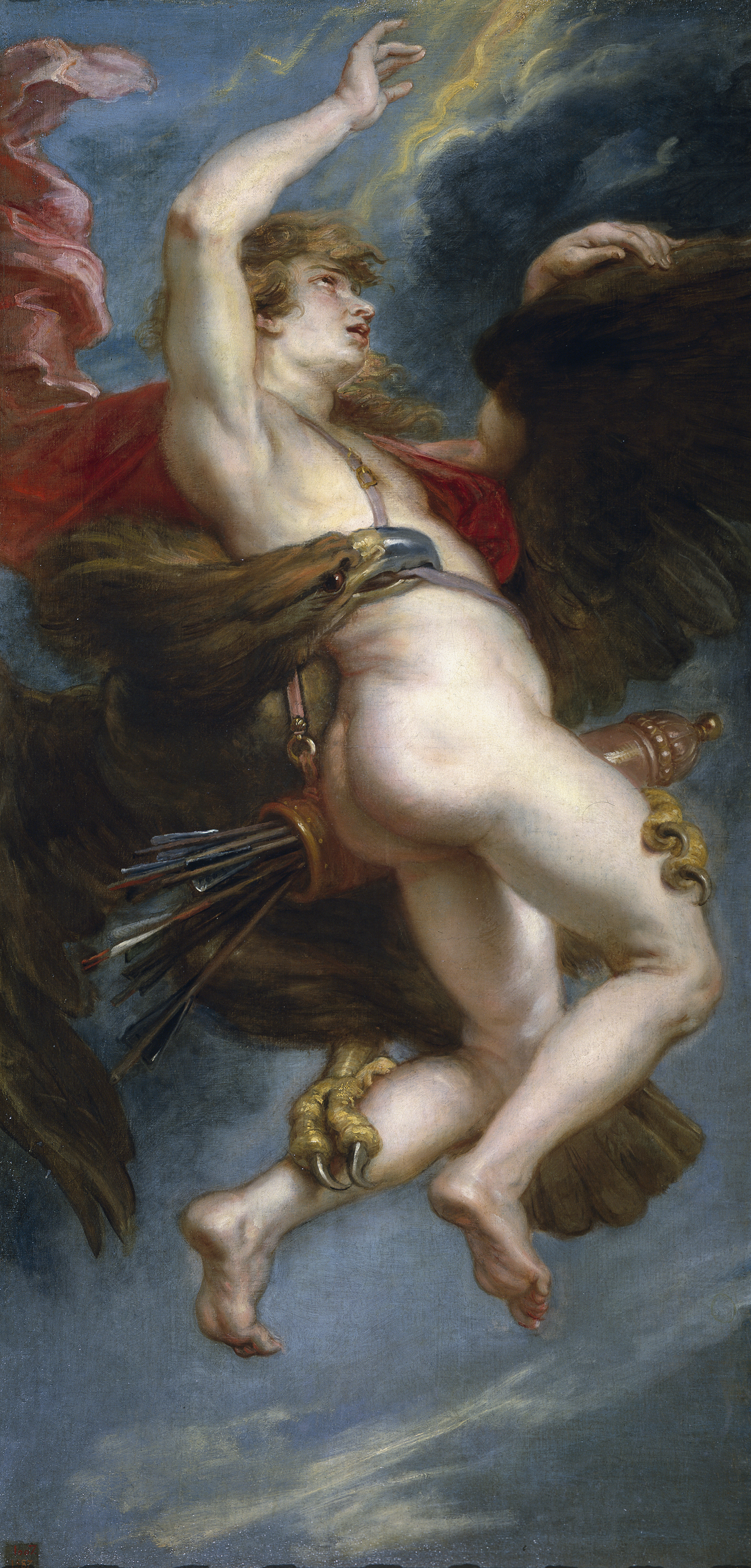
《被劫持的伽倪墨得斯》（The Rape of Ganymede）
彼得·保罗·鲁本斯繪

伽倪墨得斯（古希腊语：Γανυμήδης，拉丁化：Ganymede）是一位希臘神話人物。原本是特洛伊王子出身，伽倪墨得斯因貌美被宙斯看上，並被帶往奧林帕斯山成為眾神的斟酒官。在柏拉圖所著《費德魯斯篇》當中，蘇格拉底稱伽倪墨得斯為宙斯的情人。

## 神話
根據荷馬史詩《伊利亞德》，伽倪墨得斯是特洛伊國王特羅斯之子，其祖先為宙斯之子達耳達諾斯。特羅斯共有三個兒子，其中伽倪墨得斯長相最為俊美。某日伽倪墨得斯在伊達山牧羊時，一隻巨鷹將他掠走，帶到奧林帕斯山。在那裡，宙斯贈予伽倪墨得斯永生，讓他取代赫柏成為眾神的新斟酒人。
[伽倪墨得斯]是凡人間生得最俊美的。眾神將他劫走作為宙斯的斟酒人，使其與不朽之眾神共處。——荷馬，伊利亞德, Book XX, lines 233–235.

## 相關命名
在天文学上，木卫三（Ganymede）和小行星1036（Ganymed）的拉丁名来自伽倪墨得斯，而寶瓶座的命名典故也来自伽倪墨得斯（宝瓶座被说成是伽倪墨得斯持瓶倒酒的形象，而天鹰座则是劫走伽倪墨得斯的巨鹰）。

## 资料来源
- 《希腊罗马神话词典》，中国社会科学出版社，统一书号：（精）10190·193

1. ↑  . Perseus Digital Library.   [7 February 2023]. 255c. （原始内容存档于2023-09-29）.
2. ↑  Combellack, Frederick M. . The American Journal of Philology. 1987, 108 (2): 202–219. JSTOR 294813. doi:10.2307/294813.
3. ↑  Richard Lattimore, trans. The Iliad of Homer. Chicago: University of Chicago Press, 1951.